# Aleksander Drożdżyński

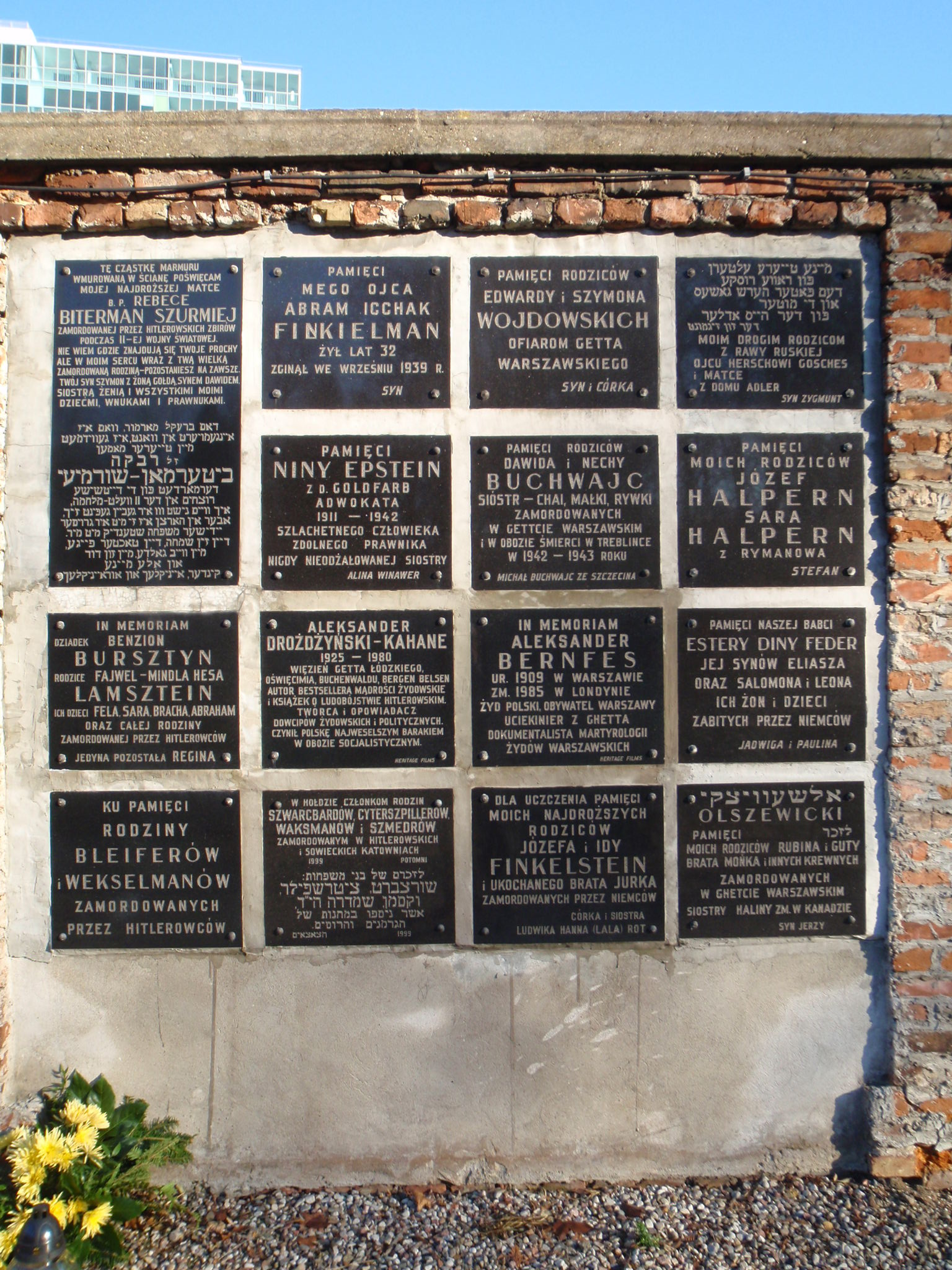
Tablica upamiętniająca Aleksandra Drożdżyńskiego na murze cmentarza żydowskiego w Warszawie (druga od lewej, druga od dołu)

Aleksander Drożdżyński, właściwie Aleksander Kahane (ur. 19 sierpnia 1925 w Tomaszowie Mazowieckim, zm. 17 lutego 1981 w Düsseldorfie) – polski dziennikarz, publicysta, pisarz, satyryk pochodzenia żydowskiego.

## Życiorys
Podczas II wojny światowej przebywał w łódzkim getcie, w latach 1944–1945 więzień niemieckich obozów koncentracyjnych Auschwitz-Birkenau, Dachau i Bergen Belsen, gdzie został wyzwolony przez Brytyjczyków.
W 1944 roku, po likwidacji getta łódzkiego, Aleksander Kahane został wywieziony wraz ze swoją siostrą Zysią (Zosią) do Oświęcimia. Tam wywieziono go do podobozu Althammer.
Podobóz w Starej Kuźni (niem. Althammer) k. Halemby (obecnie dzielnica Rudy Śląskiej). Pierwszych więźniów osadzono w nim w poł. września 1944 r. Na początku października jego stan wynosił ok. 500 osób, w większości Żydów z: Polski, Francji i Węgier. Przebywali w ośmiu drewnianych barakach – zamieszkiwanych wcześniej przez włoskich jeńców wojennych – otoczonych podwójnym ogrodzeniem z drutu kolczastego, którego wewnętrzny krąg był pod napięciem elektrycznym. Więźniowie pracowali przy budowie elektrowni: kopali fundamenty, rowy melioracyjne, kładli kable itp. Kierownikiem obozu był SS-Oberscharführer Hans Mirbeth. Esesmanów w miejscach pracy więźniów wspierali starsi wiekiem rezerwiści Wehrmachtu, Kriegsmarine i wartownicy ze straży przemysłowej. Ogółem w obozie zmarło co najmniej 20 więźniów, liczby wywiezionych do Birkenau nie udało się ustalić. W styczniu 1945 r. większość więźniów obozu ewakuowano pieszo do Gliwic, a następnie koleją do innych obozów koncentracyjnych. Kilkudziesięciu, których tam pozostawiono, zostało wyzwolonych przez żołnierzy sowieckich.
Źródło: Auschwitz od A do Z. Ilustrowana historia obozu
Jedyne wspomnienia, jakie Aleksander Drożdżyński napisał na temat pobytu w Althammer, zostały opublikowane w Zeszytach Oświęcimskich pod tytułem: „Mały spokojny obóz”.
Po zakończeniu wojny, w latach 1946–1949 studiował filozofię i sanskryt w Krakowie i we Wrocławiu. Specjalizował się w tematyce historycznej i satyrycznej. Zajmował się zwłaszcza humorem żydowskim, po ojcu i dziadku. Był m.in. autorem nagrodzonej książki „Oberländer” oraz pierwszego w powojennej Polsce zbioru humoru żydowskiego „Mądrości żydowskie” (zilustrowanej przez jego przyjaciela Szymona Kobylińskiego). Jego doskonała pamięć i talent do opowiadania dowcipów, powiodły go na scenę. Aleksander Drożdżyński pisał również teksty satyryczne. W PRL pracował w Polskiej Agencji Prasowej (PAP) i Centralnej Agencji Fotograficznej (CAF). Jego książki cieszyły się dużą popularnością w Polsce i za granicą (przykładowo: rosyjskie wydanie Mądrości żydowskich ukazało się w samizdacie w ZSRR).
W 1968, po antysemickiej nagonce w Polsce, będącej następstwem wydarzeń marcowych, stracił pracę, po czym zabroniono mu publikowania własnych tekstów. Zatrudniono go jako szefa redakcji w gazetce „Krzyżówka”. Zmuszony do emigracji, osiadł w Niemczech, gdzie wydał szereg książek w języku niemieckim. Pracował jako dziennikarz m.in. w radio (Deutschlandfunk, WDR) tematyzując żydowską kulturę („Janusz Korczak i jego dzieci”, „Komeda”, „Żydowskie elementy w muzyce rozrywkowej”). Zmarł w Düsseldorfie, na raka trzustki. Poświęcona mu tablica pamiątkowa znajduje się na cmentarzu żydowskim przy ulicy Okopowej w Warszawie (na niej błędny rok zgonu 1980).
Żonaty z Wandą z domu Sosnowską, zmarłą w Düsseldorfie 5 marca 2008 roku. Mieli trójkę dzieci: Kasię, Lidię i Piotra.

## Twórczość (wybór)
- Mądrości żydowskie (Wiedza Powszechna 1960; Unicorn Publishing Studio, Warszawa-Londyn 1993, ISBN 1-870886-10-0)
- Oberlaender. Przez „Ostforschung” wywiad i NSDAP do rządu NRF (wespół z J. Zaborowskim, 1960)
- Kariera ministra (wespół z Przemysławem Burchardem; Wyd. MON 1963; seria: „Żółty Tygrys”)
- Der politische Witz im Ostblock (Droste Verlag GmbH, Düsseldorf 1974, 1976, ISBN 3-7700-0395-0)
- Jiddische Witze und Schmonzes (Droste Verlag GmbH, Düsseldorf 1976, ISBN 3-7700-0414-0)
- Alexander Drozdzynski’s Gessamelte Witze aus aller Welt (ilustracje: Szymon Kobyliński; Droste Verlag GmbH, Düsseldorf 1977, ISBN 3-7700-0455-8)
- Das verspottete Tausendjährige Reich. Witze gesammelt von Alexander Drozdzynski (ilustracje: Stanisław Tomaszewski, Droste Verlag GmbH, Düsseldorf 1978, ISBN 3-7700-0516-3)
- Pilpul, czyli z mądrości żydowskich (Wyd. Sztuka Polska 1988)
- Dowcipy i mądrości żydowskie (Ad Oculos 2006, ISBN 83-87907-80-4)